# Hallands revir
Hallands revir var ett skogsförvaltningsområde som omfattade hela Hallands län och var uppdelat i nio bevakningstrakter (Tölö, Faurås, Hults, Halmstads, Fammarps, Tönnersjö, Höka, Oxhults och Vallåsens). I reviret fanns 24 kronoparker och kronoflygsandsfält med en sammanlagd areal av 12 937 hektar. Övriga allmänna skogar, för vilka skogshushållningsplaner upprättades, var 177 till antalet och omfattade 7 140 hektar, varjämte ett flertal enskilda tillhöriga flygsandsfält stod under skogsstatens kontroll. Emedan en stor del av kronoparkernas areal bestod av kala ljunghedar eller nyplanterade sådana, nedlades här betydligt större kostnader, än vad skogarna avkastade.